# 舍维永
舍维永（法語：Chevillon，法語發音：[ʃəvijɔ̃]）是法国上马恩省的一个市镇，属于圣迪济耶区。

## 地理
舍维永（48°31'43"N, 5°7'53"E）面积36.9 平方千米，位于法国大東部大區上马恩省，该省份为法国东北部内陆省份，北起马恩省和默兹省，西接奥布省，西南接科多尔省，东南接上索恩省，东临孚日省。
与舍维永接壤的市镇（或旧市镇、城区）包括：马恩河畔丰泰内、马恩河畔巴亚尔、迈济耶尔、奥讷勒瓦勒、马恩河畔拉什库尔、布罗维利耶、索河畔蒙捷、莫莱、沙通吕-索梅尔蒙、屈雷勒。

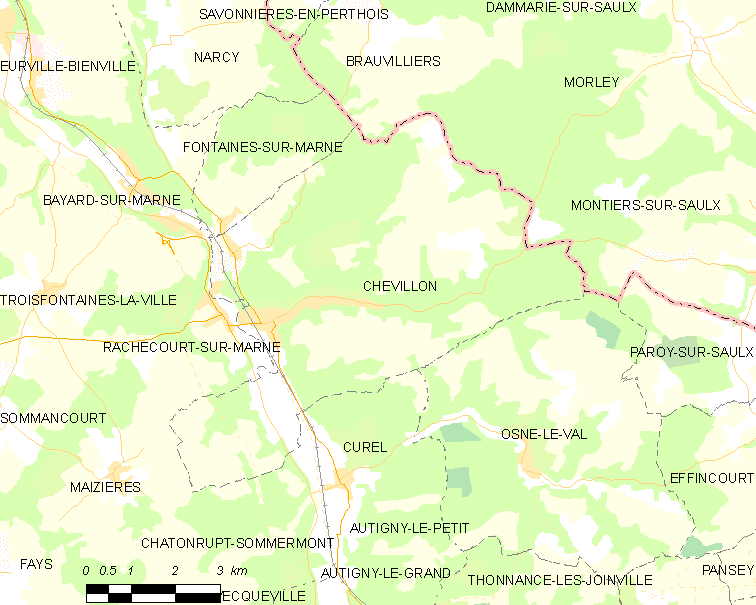
舍维永的OSM定位图

舍维永的时区为UTC+01:00、UTC+02:00（夏令时）。

## 行政
舍维永的邮政编码为52170，INSEE市镇编码为52123。

## 政治
舍维永所属的省级选区为厄尔维尔-比安维尔县。

## 人口

1962-2008年间舍维永人口变化图示

舍维永于2022年1月1日时的人口数量为1277人。